# 하세가와 유이치
하세가와 유이치(일본어: 長谷川裕一, 1961년 4월 25일 ~ )는 일본의 만화가이다. 본명은 하세가와 히로카즈(長谷川裕一, 한자는 같으나 읽는 법이 다름)이다. 일본 지바현 사와라 시(현재의 가토리시) 출신이다. 1983년 아키타 쇼텐의 《월간 소년 챔피언》에 단편 〈마하(魔夏)의 전사〉를 발표하면서 프로작가로 데뷔, 주로 SF나 판타지 위주의 작품을 발표했다. 그 밖에도 소설 삽화, 게임 시나리오, 만화 원작, 잡지 일러스트, 칼럼 연재 등의 활동을 하고 있으며, '스튜디오 비밀기지'라는 서클명으로 동인지도 발표하였다.
개그만화를 연상케 하는 단순 명쾌한 그림체와 치밀하고 장대한 과학적 상상력, 밝고 기운찬 정통파 히어로 등이 한데 어우러진 독특한 작풍을 보여주는 작가로, 본인의 오리지널 작품뿐만 아니라 인기 애니메이션의 스핀오프 작품도 다수 발표했다. 또한 자타가 공인하는 특수촬영물 마니아로, 슈퍼 전대 시리즈를 비롯한 도에이 특수촬영 드라마의 세계관을 독자적으로 해설한 평론집 《멋진 과학으로 지키렵니다!》 시리즈를 펴내기도 했다.
대한민국에서는 대표작인 《맵스》를 학산문화사에서 전 17권으로 정식발매하였으나 현재는 절판.

## 주요 작품

### 오리지널 작품
- 《맵스》 (1985~1994)
- 《BEMADER・P》 (1985)
- 《강철의 사냥꾼》 (1987)
- 《메두사 블레이드》 (1992~1993)
- 《도우라(童羅)》 (1993)
- 《상·드·홀리 서쪽으로!》 (1992~1994)
- 《굉세검 다이소드》 (1993~1996)
- 《맵스 초외전》 (1997)
- 《인투염전(忍闘炎伝)》 (1998)
- 《크로노아이즈》 (1999~2002) - 2003년도 성운상 만화부문 수상작.[3]
- 《크로노아이즈 글랜서》 (2002~2003)
- 《머메이드 헤븐》 (2005)
- 《맵스 넥스트 시트》 (2007~2012)
- 《스튜디오 비밀기지 극장》 (2008~2009)

### 애니메이션 스핀오프 작품
- 《하이스피드 제시》 (1989) - 원작: 사이토 에이이치로. 하세가와 유지(長谷川裕二) 명의로 발표.
- 《기동전사 VS 전설거신 역습의 기간티스》 (1990) - 원작: 도미노 요시유키.
- 《기동전사 크로스본 건담》 (1994~1997) - 원작 : 도미노 요시유키.
- 《날아라! 이사미》 (1995~1996)
- 《날아라! 이사미 대쉬》 (1997)
- 《초수기신 단쿠가 BURN》 (1997~1998)
- 《용이 멸하는 날 ~ 슈퍼로봇대전 알파 the story》 (2001)
- 《초전자전대 빅토리 파이브》 (2001~2003)
- 《기동전사 크로스본 건담 외전 스컬하트》 (2003) - 단편집. 원작: 야다테 하지메 · 도미노 요시유키.
- 《철인 28호 황제의 문장》 (2004~2005) - 원작: 요코야마 미쓰테루.
- 《기동전사 Z 건담 1/2》 (2005~2006) - 단편집. 원작: 야다테 하지메 · 도미노 요시유키.
- 《기동전사 크로스본 건담 강철의 7인》 (2006~2007) - 원작: 야다테 하지메 · 도미노 요시유키.
- 《기동전사 건담 MSV전기 조니 라이덴》 (2007) - 원작: 야다테 하지메 · 도미노 요시유키.
- 《갓버드》 (2010~2014) - 원작: 도호쿠신샤 · 도에이.
- 《기동전사 크로스본 건담 고스트》 (2012~연재중) - 원작: 야다테 하지메 · 도미노 요시유키.

## 참고 문헌
- 이나바 신이치로(稲葉振一郎), 《오타쿠의 유전자 - 하세가와 유이치 SF만화의 세계》, 오타슛판, 2005년.